# Clark (chariot élévateur)
Pour les articles homonymes, voir Clark.
 (novembre 2023).
Si vous disposez d'ouvrages ou d'articles de référence ou si vous connaissez des sites web de qualité traitant du thème abordé ici, merci de compléter l'article en donnant les références utiles à sa vérifiabilité et en les liant à la section « Notes et références ».
Clark est une marque de chariots élévateurs, créée par Eugene Clark.
Le terme est quelquefois utilisé comme nom pour désigner un chariot élévateur.
Clark programme l'approvisionnement des marchés actuels et à venir à partir de 6 usines, et grâce à 550 distributeurs dans le monde.

## Histoire de Clark
Depuis plus de 95 ans :
- 1903 + Eugène B. Clark fonde avec un associé la société George B. Rich Manufacturing Company à Chicago. On y fabrique d'abord des outils et des moules, plus tard des pièces de montage de voiture comme des roues en acier et des essieux.
- 1917 + Clark lance le Tructractor, un véhicule à trois roues, propulsé à l'essence, destiné au transport de marchandises à l'intérieur de l'entreprise : l'ancêtre du chariot de manutention est né. À la demande de ses clients, Clark lance la fabrication industrielle de ces chariots.
- 1928 + Clark lance le Tructier, dont l'architecture préfigure déjà le chariot élévateur actuel.
- 1942 + Clark lance le Carloader, premier chariot élévateur électrique capable de travailler un poste plein.
- 1952 + Les premiers chariots élévateurs Clark sont construits sous licence dans la nouvelle usine de Mülheim dans la Ruhr.
- 1976 + Clark fabrique son 500 000 e chariot élévateur
- 1984 + Des commandes à microprocesseur employant la technologie MOSFET améliorent notablement les qualités de fonctionnement des chariots élévateurs électriques.
- 1997 + Clark fabrique son millionième chariot.
- 1998 + Clark Material Handling réorganise ses unités de production et investit en Corée. Grâce à un partenariat de fabrication en 1985 avec Samsung, Clark rachète la fabrication de ce groupe international.
- 2001 + Clark lance sa nouvelle gamme GEN2 de chariots thermiques.
- 2004 + Le groupe familial Young An achète Clark, qui appartient ainsi à la famille Baik .
- 2005 + Clark adopte la technologie 100 % AC sur toute la gamme des électriques (zéro émission).
- 2009 + Ouverture de Clark France.
- 2009 + Clark obtient le prix du meilleur chariot 2009 en termes de "satisfaction client"[2]
- Aujourd'hui en 2012, avec une capacité de production de 43 000 à 60 000 chariots par an Clark se positionne à plus de 11 % du marché mondial. En 2014, cette capacité sera encore améliorée de 17 %.

## Répartition de la production actuelle et à venir
Mulheim (Allemagne) : 8,000 ~ 10,000 unités cette usine est planifiée pour une montée en puissance en 2013 et 2014, Changwon (Corée) : 15,000 ~ 20,000 unités, Qingdao (Chine) : 8,000 ~ 10,000 unités, Lexington (USA) : 10,000 ~ 15,000 unités, Brésil (CKD) : 2,000 ~  5,000 unités, Mexico (Mexique) : 8,000 ~ 10,000 unités / an.